# Étrez
Étrez ist eine Ortschaft und eine ehemalige französische Gemeinde mit 870 Einwohnern (Stand 1. Januar 2022) im Département Ain in der Region Auvergne-Rhône-Alpes. Sie gehörte zum Kanton Attignat im Arrondissement Bourg-en-Bresse.
Mit Wirkung vom 1. Januar 2019 wurden die ehemaligen Gemeinden Cras-sur-Reyssouze und Étrez zur Commune nouvelle Bresse Vallons zusammengeschlossen und haben in der neuen Gemeinde den Status einer Commune déléguée. Der Verwaltungssitz befindet sich im Ort Cras-sur-Reysouze.

## Geographie
Étrez liegt etwa 14 Kilometer nordnordwestlich von Bourg-en-Bresse und etwa 27 Kilometer ostnordöstlich der Stadt Mâcon. Umgeben wird Étrez von den Ortschaften Foissiat im Norden, Marboz im Osten, Cras-sur-Reyssouze im Süden sowie Malafretaz im Westen.

## Bevölkerungsentwicklung
| Jahr                       | 1962 | 1968 | 1975 | 1982 | 1990 | 1999 | 2006 | 2013 |
| Einwohner                  | 429  | 398  | 398  | 505  | 510  | 642  | 745  | 793  |
| Quellen: Cassini und INSEE |      |      |      |      |      |      |      |      |

## Sehenswürdigkeiten

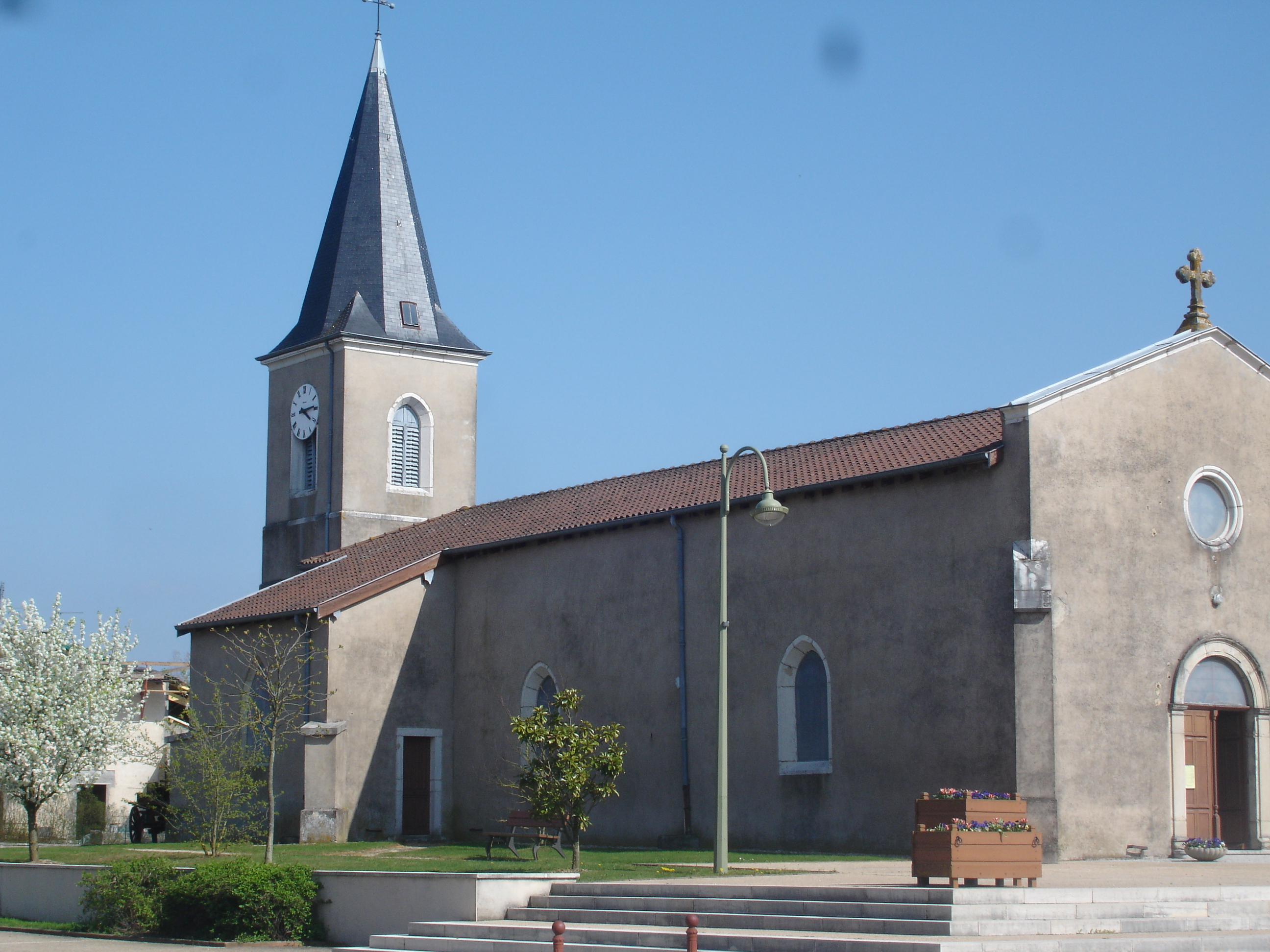
Kirche Saint-Martin

- Kirche Saint-Martin